# Paço do Lumiar
Paço do Lumiar è un comune del Brasile nello Stato del Maranhão, parte della mesoregione del Norte Maranhense e della microregione della Aglomeração Urbana de São Luís.